# Miguel Ángel Martínez Méndez
Miguel Ángel Martínez Méndez (Yupiltepeque, 5 de mayo de 1959) es un eclesiástico católico guatemalteco. Es el obispo vicario apostólico de Izabal, desde diciembre de 2022.

## Biografía
Miguel Ángel nació el 5 de mayo de 1959, en el municipio guatemalteco de Yupiltepeque.
Realizó su formación primaria en la Escuela Mardoqueo García Asturias, de su pueblo natal, y la secundaria en el Liceo Jalapa, de esa misma ciudad.
Realizó sus estudios eclesiásticos (1978-1985), en el Seminario Mayor Nacional de Guatemala.
Tras cursar estudios en la Universidad Pontificia de Salamanca (1995-1997), obtuvo la licenciatura en Derecho canónico.

### Sacerdocio
Su ordenación sacerdotal fue el 18 de enero de 1986, incardinándose a la diócesis de Jalapa.
Como sacerdote desempeñó los siguientes ministerios:
- Párroco de San Raymundo de Peñafort, en San Carlos Alzatate (1985-1992).
- Párroco de San José, El Adelanto (1992-1995).[5]
- Párroco de Ntra. Sra. de la Expectación, en La Montaña (1998-2003).
- Párroco de Ntra. Sra. de Concepción, en Monjas (2004-2009).
- Vicario general de la diócesis de Jalapa y párroco de Santa Catarina, Virgen y Mártir, en Quesada (2010-2015).[6]

En 2016, erigida la diócesis de San Francisco de Asís de Jutiapa, se incardinó en esta nueva diócesis.
- Párroco de Santa Cruz, en Jutiapa (2016-2021).
- Párroco de la Catedral de Jutiapa (2022).

### Episcopado
El 23 de diciembre de 2022, el papa Francisco lo nombró obispo vicario apostólico de Izabal.
Tras su nombramiento, se puso como lema la frase: "A dónde yo te envíe, irás".
Fue consagrado el 18 de marzo de 2023, en el Estadio de Quirigua, a manos del obispo Antonio Calderón Cruz.